# 古拉姆·圖希什維利
古拉姆·圖希什維利（1995年2月5日—），格魯吉亞柔道運動員，他代表格魯吉亞隊參加了日本舉行的2020年夏季奧林匹克運動會，並且在男子100公斤以上級比賽上獲得銀牌。